# Tymoszewicze
Tymoszewicze (biał. Цімашэвічы, Cimaszewiczy; ros. Тимошевичи) – wieś na Białorusi, w obwodzie homelskim, w rejonie żytkowickim, w sielsowiecie Lenin. W 1994 roku liczyła 106 domów i 184 mieszkańców, w 2009 populacja wynosiła 76 osób. 

## Historia
Z braku danych nie wiadomo czy wieś tę należy identyfikować z istniejącą w 1744 roku w parafii słuckiej wsią o tej samej nazwie.
W dwudziestoleciu międzywojennym wieś leżała w Polsce, w województwie poleskim, w powiecie łuninieckim, w gminie Lenin (Sosnkowicze). W 1921 miejscowość liczyła 373 mieszkańców zamieszkałych w 56 budynkach, wyłącznie Białorusinów. 356 mieszkańców było wyznania prawosławnego i 17 rzymskokatolickiego.
Po II wojnie światowej wieś znajdowała się w granicach Związku Sowieckiego. Od 1991 w niepodległej Białorusi.